# Susan Hockfield
Susan Hockfield, née à Chicago en 1951, est une neurophysiologiste américaine. Elle a été le 16ème président du MIT, de 2004 à 2012.

## Biographie
Susan Hockfield obtient un bachelor en biologie à l'université de Rochester en 1973, puis un Ph.D. en anatomie et en neurosciences de l'université de Georgetown en 1979.
Susan Hockfield continue la recherche scientifique en plus de sa carrière administrative à l'Université Yale.
Utilisant des anticorps monoclonaux sur des extraits de cerveau, elle découvre un gène qui joue un rôle crucial dans la propagation du cancer dans cet organe. Ses  premiers travaux ont porté sur une famille de protéines membranaires du corps neuronal dont l'expression est régulée par l'activité neuronale au début de la vie animale.
En 2010, elle est Docteur honoris causa, Université Pierre-et-Marie-Curie (UPMC).